# Tractatus pacis toti Christianitati fiendae
Il Tractatus pacis toti Christianitati fiendae fu un progetto di pace universale iniziato nel XV secolo dal re Giorgio di Boemia. Per la sua realizzazione ebbero luogo importanti negoziati diplomatici tra gli stati europei negli anni 1462-1464.
Il progetto abbandonava l'idea medievale di un impero universale guidato dall'imperatore e dal papa per il concetto, fino a quell'epoca sconosciuto, di un'unione permanente di stati europei indipendenti e uguali.
Re Giorgio di Boemia propose il patto nella forma di un accordo multilaterale: ciò differiva dagli accordi stipulati convenzionalmente nel Medioevo, che generalmente erano bilaterali. Il progetto, nel determinare i termini contrattuali di questo accordo, avrebbe legato insieme le parti in causa con diritti e responsabilità simili per il raggiungimento di obiettivi comuni.
Il Tractatus pacis toti Christianitati fiendae fu quindi il primo trattato multilaterale simile per forma a quelli moderni e viene visto da alcuni storici, per esempio lo storico del nazionalismo Anthony Smith, come una delle visioni di un'unità europea precedenti l'Unione europea.